# Panorpa lewisi
Panorpa lewisi är en näbbsländeart som först beskrevs av Maclachlan 1887.  Panorpa lewisi ingår i släktet Panorpa och familjen skorpionsländor. Inga underarter finns listade i Catalogue of Life.